# Enrico Demonte
Enrico Demonte (né le 25 septembre 1988 à Gênes) est un athlète italien spécialiste du 200 mètres.

## Biographie
Son club est le Gruppo Sportivo Fiamme Oro de Padoue (Police nationale).
Le 7 juillet 2013, Enrico Demonte porte son record à 20 s 45 à La Chaux-de-Fonds, ce qui le qualifie pour les Mondiaux à Moscou.
Le 6 juillet 2015, toujours au meeting Résisprint de La Chaux-de-Fonds, il réalise 20 s 55 à 1/10e de son record personnel.